# Push-pull (aéronautique)
Pour les articles homonymes, voir Push-pull.

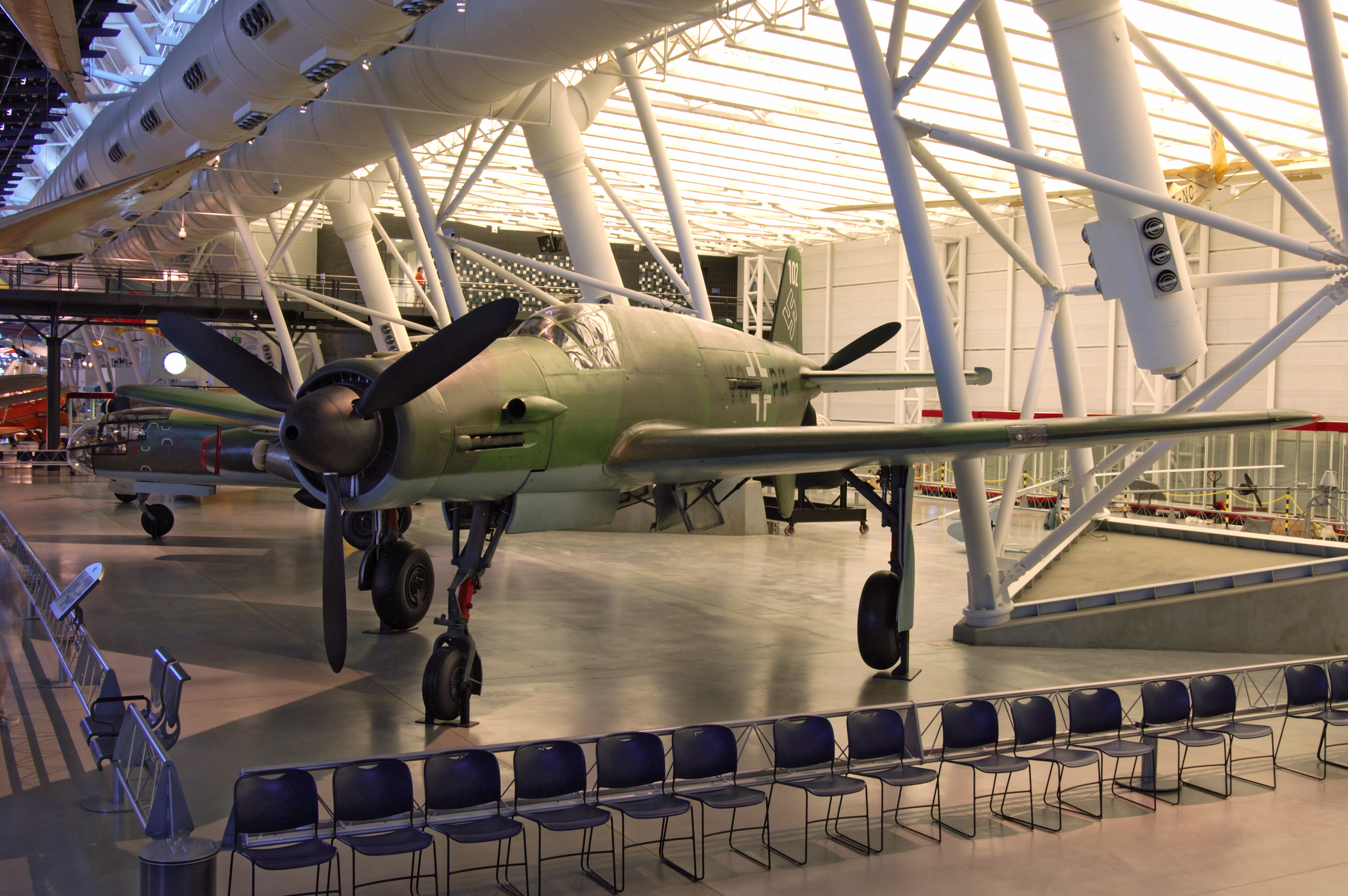
Dornier Do-335

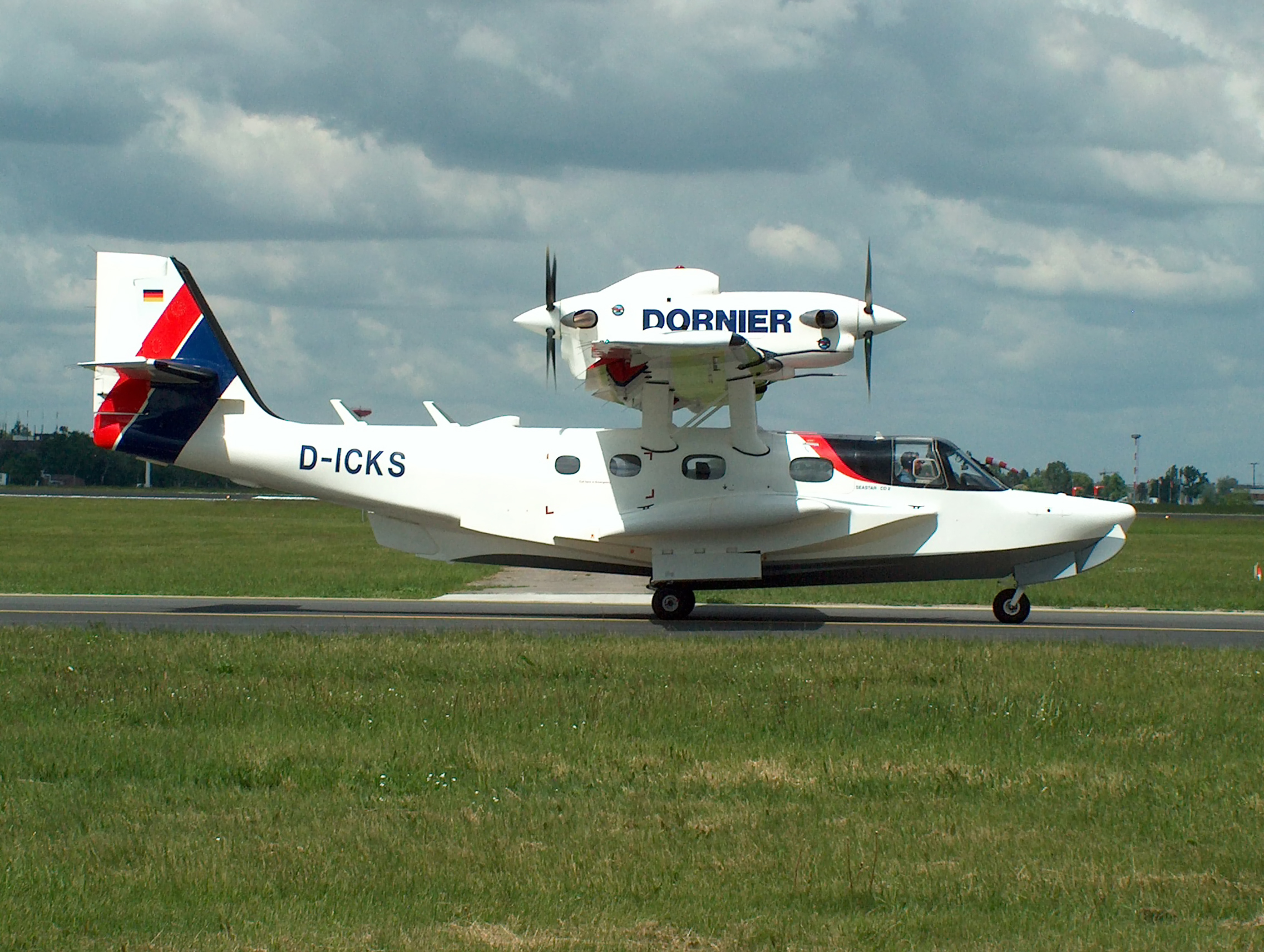
Dornier Seastar

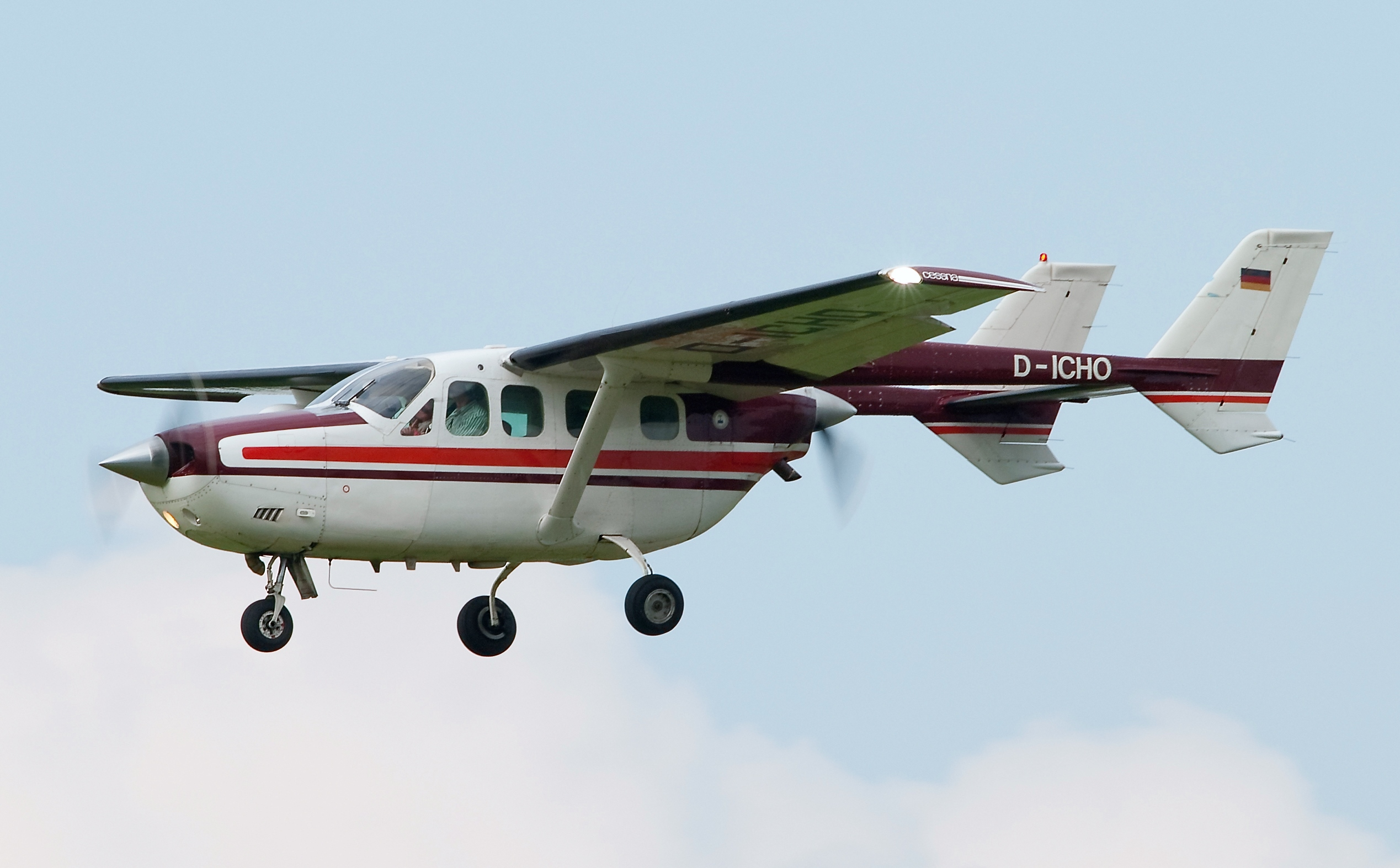
Cessna 337 Skymaster (1962)

La configuration push-pull de moteurs d'avion à hélices se caractérise par une paire de moteurs à hélice dont les axes sont alignés. Le moteur avant est équipé de l'hélice tractive qui équipe la plupart des avions, tandis que le moteur arrière est équipé d'une hélice propulsive. Cette configuration est parfois appelée moteurs en tandem

## Développement
C'est l'ingénieur allemand Claude Dornier qui a été le premier à s'intéresser vraiment au concept pour des hydravions de grande taille de l'entre deux guerres :
- Dornier Wal (1922)
- Dornier Do X (1929)
- Dornier Do 18 (1935)
- Dornier Do 26 (1938)

Ils étaient tous équipés de plusieurs nacelles contenant chacune une configuration push-pull.
Pendant la Première Guerre mondiale, de nombreux modèles d'avions et d'hydravions utilisèrent cette configuration, notamment ceux du constructeur italien Caproni qui employait des moteurs à hélices tractives bipales et des hélices propulsives quadripales.
Durant l'entre-deux-guerres, plusieurs constructeurs français développèrent des avions avec cette configuration : Latécoère (24, 32, 340, 380), des Chantiers aéro-maritimes de la Seine (33, 53, 55), le Loire 70 ou le Lioré et Olivier LeO H-242.
Pendant la Seconde Guerre mondiale, on trouve cette configuration sur le hollandais Fokker D.XXIII (1939) qui ne dépassa le stade de prototype. Le Dornier Do 335 Pfeil (1943) était un chasseur avec deux moteurs en configuration push-pull. Il est réputé être le chasseur à moteur à pistons le plus rapide de la guerre, mais il n'eut pas le temps d'entrer en service.
On retrouve cette configuration après guerre pour des avions de tourisme :
- Cessna Skymaster (1961)
- Moynet Jupiter (1963)
- Rutan defiant (1978)
- Adam A500 (2000)

La configuration push-pull est aussi utilisée sur des avions récents conçus par Burt Rutan dont le Rutan Voyager (1984) qui a réussi le tour du monde sans escale en neuf jours.

## Avantages et inconvénients de la configuration
L'alignement des deux moteurs réduit la traînée aérodynamique par rapport à deux moteurs installés classiquement chacun dans un capot fixé sur l'aile. Pour une même puissance de moteurs installés, un avion en configuration push-pull fera preuve d'une vitesse maximum plus élevée et d'une consommation de carburant plus faible. De plus, quand un des deux moteurs tombe en panne, la poussée reste centrale (même si elle est réduite). À l'inverse, dans le cas d'un bimoteur avec des moteurs sur les ailes, en cas de panne d'un moteur, la poussée est non seulement réduite mais déséquilibrée car du seul côté du moteur encore en fonctionnement.
L'hélice arrière fonctionne dans l'air perturbé de l'hélice avant. Cela peut réduire son efficacité à 85% de la puissance restituée par le même moteur situé à l'avant. De plus la position arrière de l'hélice nécessite une attention particulière à la conception et/ou au pilotage lors de la rotation au décollage.
La sécurité du pilote peut être remise en cause si celui-ci est obligé de sauter pour quitter son appareil en cas d'urgence. Si le risque de percuter une gouverne est déjà source d'inquiétude pour les pilotes de nombreux appareils « classiques », celui de rencontrer une hélice en mouvement est encore plus réel et critique pour un appareil de ce type. Le Pfeil allemand était d'ailleurs équipé de boulons pyrotechniques séparant la dérive et l'hélice du reste de l'avion si le pilote avait besoin de s'éjecter, afin de lui offrir plus de chances de survivre à cette épreuve.

## Images

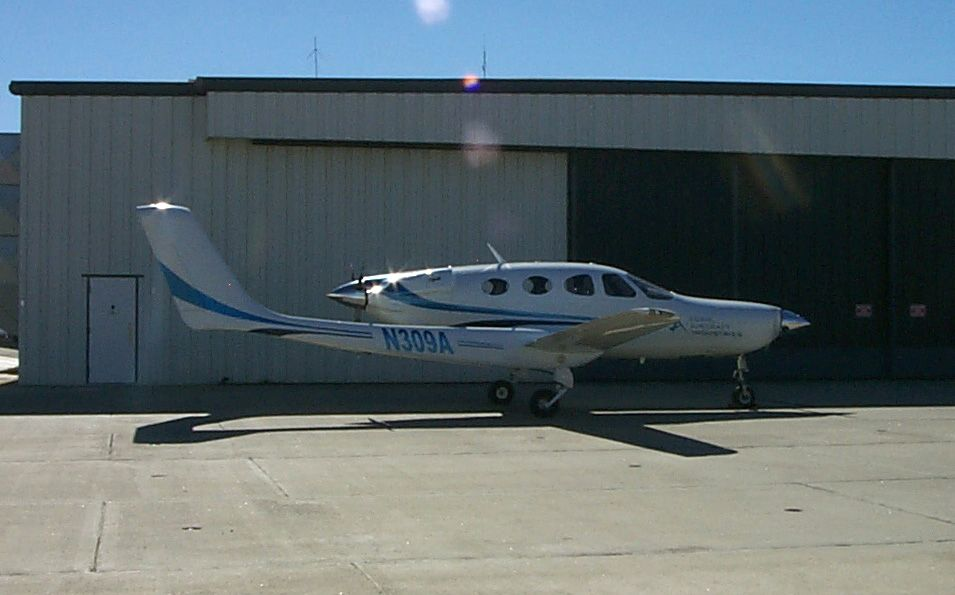
Rutan Adam Model 309
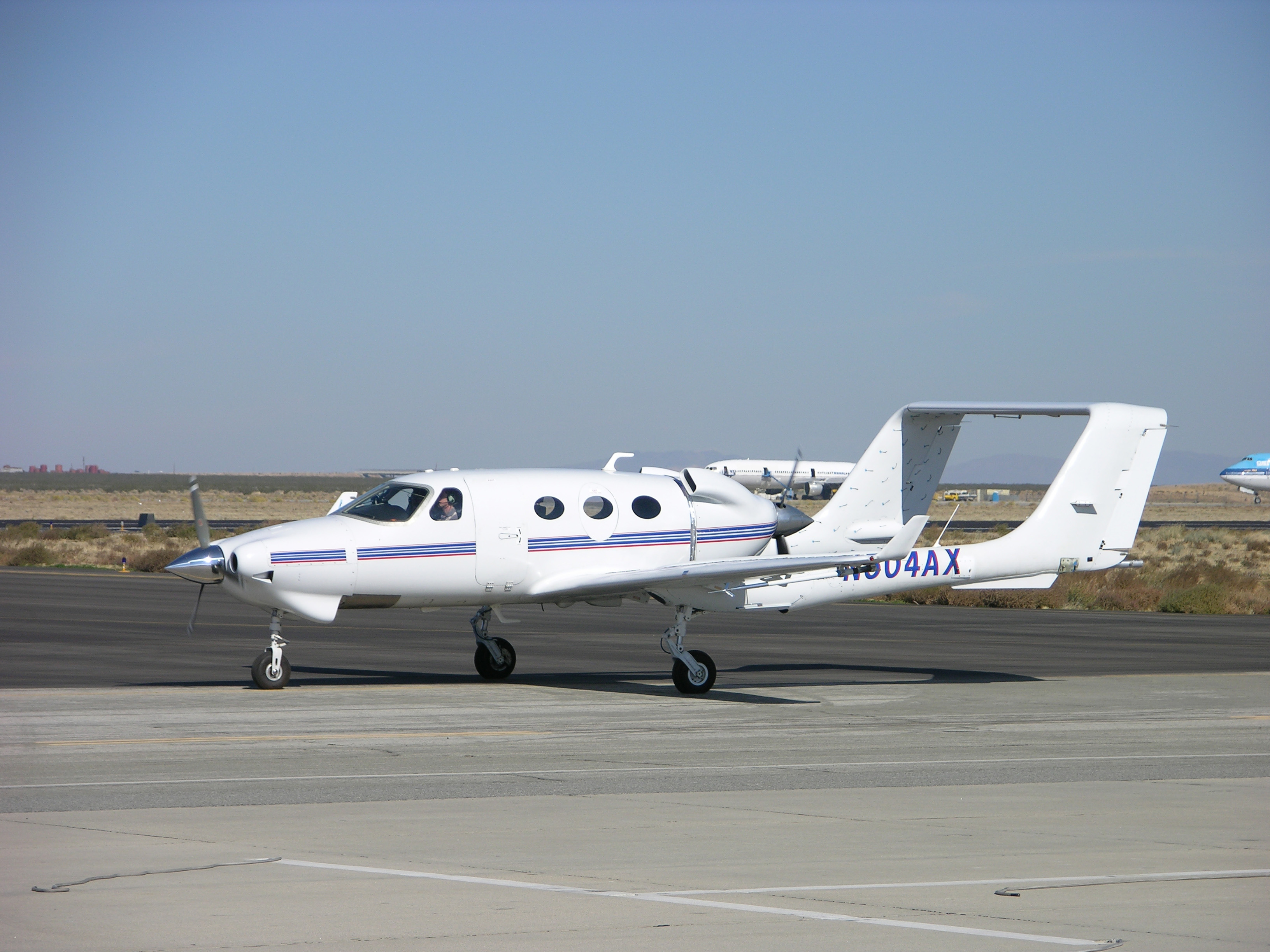
Rutan Adam A500
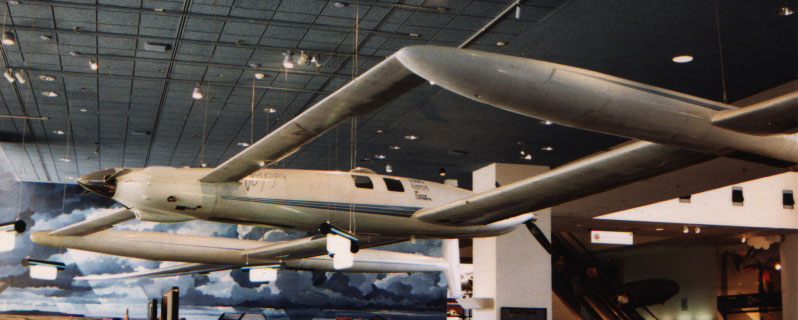
Rutan Model 76 Voyager